# Steve Pink
Steve Pink (3 febbraio 1966) è un attore, sceneggiatore, regista e produttore cinematografico statunitense.

## Filmografia

### Regista
Cinema
- I perfetti innamorati (2001)
- Ammesso (Accepted) (2006)
- Un tuffo nel passato (Hot Tub Time Machine) (2010)
- About Last Night (2014)
- Un tuffo nel passato 2 (Hot Tub Time Machine 2) (2015)

Televisione
- The Genesis Files (2009)
- Childrens Hospital (2011-2012) - 4 episodi
- New Girl (2012) - 2 episodi